# Gmina Czudec
Die Gmina Czudec ist eine Landgemeinde im Powiat Strzyżowski der Woiwodschaft Karpatenvorland in Polen. Ihr Sitz ist die ehemalige Stadt, jetzt das gleichnamige Dorf mit etwa 3200 Einwohnern.

## Gliederung
Zur Landgemeinde (gmina wiejska) Czudec gehören folgende neun Dörfer mit einem Schulzenamt:
Czudec
Babica
Nowa Wieś
Przedmieście Czudeckie
Pstrągowa
Pstrągowa Wola
Wyżne
Zaborów